# Jürgen Bachmann
Jürgen Bachmann (ur. 20 stycznia 1942 w Berlinie) – wschodnioniemiecki pływak, specjalizujący się w stylu motylkowym i zmiennym.

## Kariera sportowa
W 1962 wywalczył brąz mistrzostw Europy w Lipsku na 400 m stylem zmiennym.
Wystartował na igrzyskach olimpijskich w Rzymie (1960) na 200 m stylem motylkowym, gdzie odpadł w półfinale.